# Steven Hawley
Steven Alan Hawley (Ottawa, 12 december 1951) is een voormalig Amerikaans ruimtevaarder. Hawley zijn eerste ruimtevlucht was STS-41-D met de spaceshuttle Discovery en vond plaats op 30 augustus 1984. Het was de eerste vlucht voor de Discovery.
In totaal heeft Hawley vijf ruimtevluchten op zijn naam staan, waaronder STS-31. Tijdens deze missie werd de Hubble Space Telescope in een baan rond de aarde gebracht. In 2008 verliet hij NASA en ging hij als astronaut met pensioen. 
In 1982 trouwde Hawley met mede-astronaut Sally Ride, maar hun huwelijk liep stuk in 1987.